# Тренер

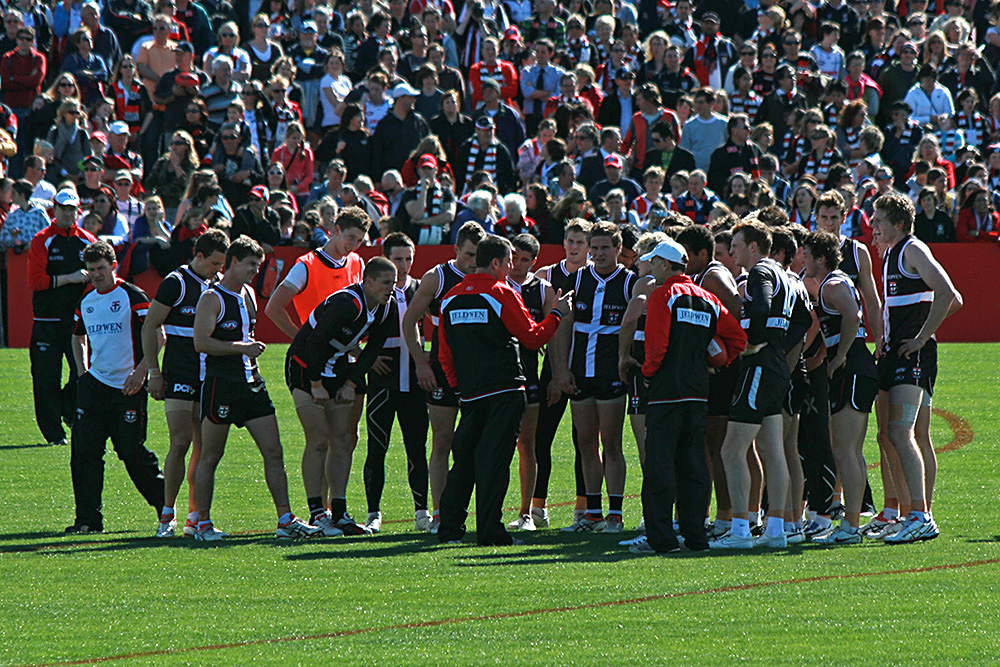
Тренеры по австралийскому футболу за работой

Тре́нер (англ. trainer, от train — воспитывать, обучать, готовить) — специалист в определённом виде спорта, руководящий тренировкой спортсменов. Тренер осуществляет учебно-тренировочную работу, направленную на воспитание, обучение и совершенствование мастерства, развитие функциональных возможностей своих подопечных.

## Вспомогательный персонал
Тренер, особенно в профессиональной лиге, как правило, поддерживается одним или несколькими помощниками и вспомогательным персоналом. В игровых видах спорта он называется главным тренером. Персонал может включать в себя координаторов, тренеров и специалистов в области силовых нагрузок и фитнеса. В элитном спорте роль диетологов, физиотерапевтов в итоге имеет решающее значение для общего успеха в долгосрочной перспективе тренера и спортсмена.

## Фитнес
В фитнес-клубах и тренажёрных залах работают фитнес-тренеры или инструкторы. Задача фитнес-тренера помочь клиенту достигнуть цели, будь то похудение или набор массы. Для каждого клиента составляется индивидуальная программа тренировок с учетом принципов периодизации. Для составления индивидуального плана занятий тренеру нужно провести визуальную диагностику опорно-двигательного аппарата, оценить физические качества человека и собрать дополнительную информацию, что обычно занимает 2-3 тренировки. Стоит помнить, что тренер не имеет права давать советов по питанию или составлять диеты, так как данные компетенции не закладываются в его работу и обычно рекомендации даются без учета индивидуальных особенностей и данных анализов.
Функции инструктора тренажерного зала также заключаются в ознакомлении посетителя с оборудованием: тренажерами, свободновесовыми машинами и блочными устройствами. Почти всегда в тренажёрном зале присутствует дежурный тренер-инструктор, к которому можно обратиться за советом по выполнение того или иного упражнения. В фитнес-центрах при наличии специального зала также присутствует тренер, который проводит групповые занятия, например, по аэробике.
На фоне недавних ограничений, связанных с пандемией короновируса, некоторые тренеры перешли на удаленное общение со своими клиентами посредством цифровых технологий. Благодаря различным программам тренер может следить за тренировкой своего подопечного в онлайн-режиме.
Самыми высокооплачиваемыми специалистами в области фитнеса и бодибилдинга являются бывшие спортсмены соревновательного уровня, работающие по собственным методикам. Обычно таких фитнес-тренеров приглашают голливудские киностудии для подготовки актёров к киносъёмкам. Самыми дорогими тренерами считаются Трейси Андерсон (она работала с Гвинет Пэлтроу и Дженифер Лопес), Харли Пастерак (тренер Рианы и Холли Берри) и создатель программы P90X Тони Хортон (среди его клиентов числились Брюс Спрингстин и Юэн МакГрегор).
На территории Российской Федерации фитнес-тренер должен обладать соответствующим профессиональным стандартам образованием, имея либо высшее профильное образование и удостоверение о повышении квалификации по направлению фитнеса, либо диплом о профессиональной переподготовке установленного образца по направлению "фитнес-тренер". Наличие диплома не гарантирует высокое качество тренировок, но существенно снижается риск проведения опасных для здоровья занятий.